# 9136 Lalande
9136 Lalande este o planetă minoră (asteroid), cu un diametru de 3,709 km, din centura de asteroizi. A fost descoperită pe 13 mai 1971 la Observatorul Palomar de Cornelis Johannes van Houten și a fost numită după Joseph Jérôme Lefrançois de Lalande. 
Obiectul prezintă o orbită caracterizată de o semiaxă mare de 2,4356122 UAi, o excentricitate de 0,15, o înclinație de 6,68758 ° în raport cu ecliptica.